# شهرك أمام خميني (علي جمال)
شهرک أمام خمیني (بالإنجليزية: Shahrak-e Emam Khomeyni, South Khorasan)‏ هي مستوطنة تقع في إيران في قسم علي جمال الريفي. يقدر عدد سكانها بـ 584 نسمة .